# Nannostomus mortenthaleri
Nannostomus mortenthaleri är en fiskart som beskrevs av Paepke och Arendt 2001. Nannostomus mortenthaleri ingår i släktet Nannostomus och familjen Lebiasinidae. Inga underarter finns listade i Catalogue of Life.